# Tour du Créton
La Tour du Créton (pron. fr. AFI: [tuʁ dy kʁetɔ̃]) è una montagna di 3579 m s.l.m. delle Alpi Pennine della Valle d'Aosta, in Valtournenche. Fa parte della catena delle Petites Murailles.
È situata a nord del Mont Blanc du Créton.

## Salita alla vetta
Normalmente l'accesso alla vetta avviene partendo dalla Valpelline e servendosi del Bivacco Laura Florio, sul Col du Créton (3320 m).